# ラッキー・トリッパー Idol オン・ザ・ラン
『ラッキー・トリッパー　Idol オン・ザ・ラン』（ラッキー・トリッパー　アイドル オン・ザ・ラン）は、関西テレビで2013年4月9日から2014年3月25日まで毎週火曜日26:59 - 27:14（毎週水曜日 2:59 - 3:14、JST）に放送されていたバラエティ番組である。

## 番組内容
主に、全国各地のローカルアイドル（ロコドル）が数珠つなぎで日本全国のラッキースポットを縦断する旅バラエティ。
番組冒頭は神様カシワ（藤澤アニキ）とJK21のオープニングから始まる。
番組ではロコドル達は神様に使える天使と呼ばれる。
シーズン1（2013年4月9日〜6月25日、全12回）
謎の鳥かごに閉じ込められた神様カシワ。
その原因は神様カシワが持っていた「幸運の卵」が無くなった為だった。
「幸運の卵」は全国各地のラッキースポット（パワースポット）に散らばっており神様カシワの指令のもと全国のロコドル達が「幸運の卵」を探す旅へ。
「幸運の卵」が一つ見つかる度に神様カシワが本来の姿へ近づいていく。最終的に6個の「幸運の卵」が見つかり神様カシワは本来の姿へ戻ったが…
※第12回は総集編という位置づけで、神様カシワとJK21が温泉旅館で宴会をおこなった。これまでに登場したロコドルの映像と共に、神様カシワとその神様友達「Team GOD」が
それぞれのロコドルの曲に合わせてダンスを披露。Dorothy Little Happyの「colorful life」では「Team GOD」の一員として関西テレビの中島めぐみアナウンサーも出演。
シーズン2（2013年7月2日〜9月24日、全13回）
「幸運の卵」が全て集まり本来の姿に戻った神様カシワだったが
今度は「幸運の卵」からヒヨコが誕生。
その育児疲れの為、またしてもパワーダウンしてしまった。その為、急に居なくなってしまった神様カシワの嫁「チキンちゃん」を探す事に。
「チキンちゃん」はラッキースポットとピンク色が好きらしい。
チキンちゃんを見つけたもののすぐ見失ってしまい、カシワのもとには離婚届が…
シーズン3（2013年10月8日〜12月17日、全11回）
神様カシワは、大神様（黒羽冴凛）にクビにされる。
シーズン3からは恋人たちが幸運になるという「ラバーズスポット」を探すことに。
ロケ中にAD2人（ADアニキ・ADミツル）が登場するが、ADアニキは元・神様カシワであると考えられている。
スペシャルシーズン（2014年1月7日〜3月25日、全12回）
アイドルライブイベント「Happy Jam」の模様を放送。

## 出演者

### レギュラー
- 藤澤アニキ（笑撃武踊団）（シーズン1・2）
- 黒羽冴凛（笑撃武踊団）（シーズン3）
- JK21

### 旅したアイドル
- LinQ（福岡編 第1回〜第3回）
- Dorothy Little Happy（仙台編 第4回〜第6回）
- まなみのりさ（広島編 第7回〜第9回）
- とちおとめ25（栃木編 第10回〜第11回）
- KOBerrieS♪（神戸編 第13回〜第15回）
- しず風&絆〜KIZUNA〜（名古屋編 第16回〜第18回）
- Cheeky Parade（東京編 第19回〜第21回）
- ひめキュンフルーツ缶（愛媛編 第22回〜第24回）
- JK21（大阪編 第25回）
- FrilL FleuR（滋賀編 第26回〜第28回）
- PASSPO☆（東京編 第29回・第30回）
- Le Siana（奈良編 第31回〜第33回）
- 山口活性学園アイドル部（山口編 第34回〜第36回）

## 主題歌
- JK21「Lucky tripper」（シーズン1〜シーズン3）
- JK21「みゃー」（スペシャルシーズン〜）

## 放送日・内容

### シーズン1
| 回 | 放送日        | 出演アイドル         | ラッキースポット   | 幸運の卵ゲット                 |
| -- | ------------- | -------------------- | ------------------ | ------------------------------ |
| 1  | 2013年 4月9日 | LinQ                 | 洞山               |                                |
| 2  | 4月16日       | LinQ                 | 洞山               | 幸運の卵（黄色）ゲット！       |
| 3  | 4月23日       | LinQ                 | 室見川・シロウオ漁 | 幸運の卵（赤色）ゲット！       |
| 4  | 4月30日       | Dorothy Little Happy | 金蛇水神社         |                                |
| 5  | 5月7日        | Dorothy Little Happy | 金蛇水神社         | 幸運の卵（青色）ゲット！       |
| 6  | 5月14日       | Dorothy Little Happy | 秋保大滝           | 幸運の卵（ピンク色）ゲット！   |
| 7  | 5月21日       | まなみのりさ         | コイン通り         |                                |
| 8  | 5月28日       | まなみのりさ         | コイン通り、宮島   |                                |
| 9  | 6月4日        | まなみのりさ         | 弥山、宮島         | 幸運の卵（オレンジ色）ゲット！ |
| 10 | 6月11日       | とちおとめ25         | 日光東照宮         |                                |
| 11 | 6月18日       | とちおとめ25         | 鬼怒川温泉         | 幸運の卵（緑色）ゲット！       |
| 12 | 6月25日       | JK21                 | 総集編             |                                |

### シーズン2
| 回 | 放送日  | 出演アイドル         | ラッキースポット |
| -- | ------- | -------------------- | ---------------- |
| 13 | 7月2日  | KOBerrieS♪           | 北野異人館       |
| 14 | 7月9日  | KOBerrieS♪           | 南京町           |
| 15 | 7月16日 | KOBerrieS♪           | 馬ノ背           |
| 16 | 7月23日 | しず風&絆〜KIZUNA〜  |                  |
| 17 | 7月30日 | しず風&絆〜KIZUNA〜  |                  |
| 18 | 8月6日  | しず風&絆〜KIZUNA〜  | 間々観音         |
| 19 | 8月13日 | Cheeky Parade        |                  |
| 20 | 8月20日 | Cheeky Parade        |                  |
| 21 | 8月27日 | Cheeky Parade        |                  |
| 22 | 9月3日  | ひめキュンフルーツ缶 |                  |
| 23 | 9月10日 | ひめキュンフルーツ缶 |                  |
| 24 | 9月17日 | ひめキュンフルーツ缶 |                  |
| 25 | 9月24日 | JK21                 |                  |

## スタッフ
- ナレーション : 藤澤アニキ、中島めぐみ（関西テレビ）
- 構成 : 佐々木ミツル
- ブレーン : たきいしみゆき
- カメラ : 森口雅人
- 編集：堀田秀治（KTV）
- MA：小野浩一（KTV）
- 効果：四方翔悟（テレコープ）
- AP （アシスタントプロデューサー） :佐藤貴亮（KTV）
- ディレクター : 松本剛樹（BUDDY）
- プロデューサー : 石田秀樹（KTV）、分木賢一（BUDDY）
- チーフプロデューサー : 生田孝雄（KTV）
- 制作著作 : 関西テレビ